# Stock (geología)

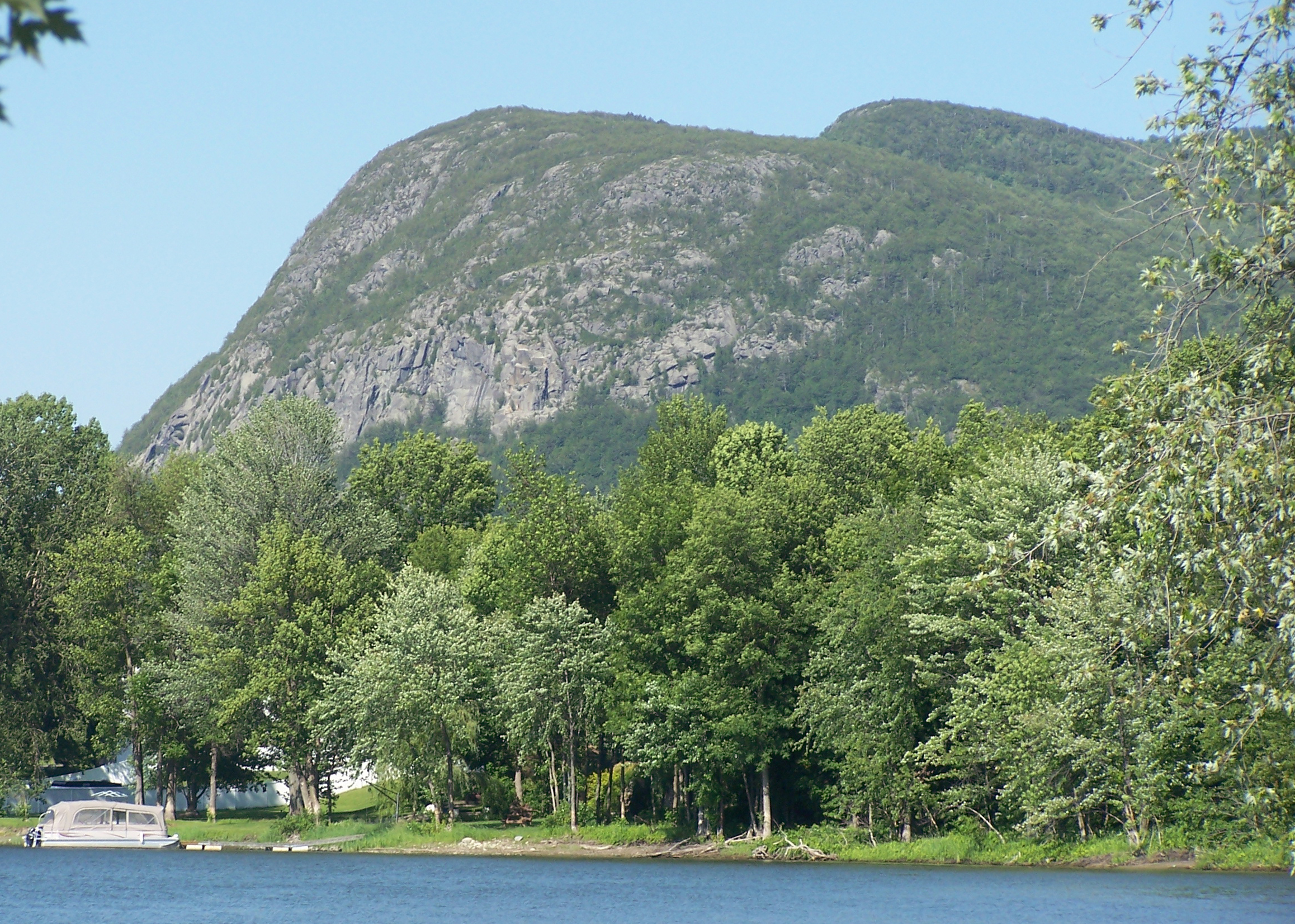
Monte Saint-Hilaire en Quebec, un stock de 414 m de altitud.

En geología, un stock (del inglés) es una intrusión discordante ígnea que tiene una superficie expuesta de menos de 100 kilómetros cuadrados y que solo difiere de un batolito en que es menor que este. La mayoría de stocks son probablemente las cúpulas de batolitos ocultos. Stocks circulares o elípticos podrían haber sido ventiladeros alimentados por antiguos volcanes.